# Willy de Coninck
Willy de Coninck (né Guilielmus De Koninck le 16 novembre 1863 à Anvers et mort le 13 novembre 1897) est un poète belge, disciple de Jules Laforgue, auteur de textes où se manifeste, sous l'apparence de la raillerie, une sensibilité mélancolique ; son recueil posthume, Ris et Soupirs contient notamment le sonnet Antverpiæ.
« De Coninck », a pu écrire Edmund Gosse, « puise aux sources les plus diverses : kermesse flamande, aquilons déchaînés sur la mer grise, intimisme des intérieurs hollandais, murmure des confidences à la Félix Arvers. » (Studies in the Literature of Northern Europe; Flemish Poetry: the twilight inspiration H van Kempen, 1973).
Jusqu'à ces dernières années, le promeneur anversois pouvait contempler, sur le mur d'une maison bourgeoise située à proximité de la gare d'Anvers, une modeste plaque - rédigée en français - dédiée à la mémoire du délicat poète symboliste. On y lisait notamment le dernier vers de son célèbre sonnet :

« Antverpiae : Dans l'âpre Anvers rugit l'épouvantable tigre. »

Une tempête a malheureusement endommagé cette belle demeure qui attend toujours d’être restaurée et détruit cette plaque ô combien symbolique de l’œuvre de de Coninck.
Willy de Coninck vécut chichement en ermite dans une cabane en bois près de Knokke (1 km  au nord-est) et contracta une pleurésie qui finit par l'emporter le 13 novembre 1897. Il laisse une œuvre poétique riche dont une partie des manuscrits originaux peut être consultée a la Maison de la Poésie de Namur. Son Ode à l'alcool reste un vibrant témoignage sur l'addiction.

## Œuvres majeures
Poèmes
- Antverpiae (1889)
- Bavaria (1891)
- Het is niet genoeg dapper te zyn (1891)
- Wat let, dat leert (1893)
- Wat de oog niet en ziet, "Ode à l'alcool" (1895)
- Le froid flamand me glace (1897)

Essai
- La vie paysanne à Anvers : joie de vivre et de mourir (1896)

## Deux morceaux représentatifs de la manière de l'auteur
ANTVERPIÆ
Dans l'onde bouillonnante où nage le dauphin

Le savant s'évertue à cerner ses mystères ;

Plus loin le marchandage ardu des diamantaires

Aux couvre-chefs crasseux ne connaît point de fin.

Dans un bouge enfumé l’escarpe et l’aigrefin

Dépouillent la vrouw de ses gros solitaires.

La cire luit partout chez les bourgeois austères

Et l'on hume surtout des frites le parfum.

Le carabin moqueur roucoule dans les salles

La gare impose à l'œil ses formes kolossales

Mais, non loin d’une échoppe où brille maint tas d’or

Tout près du terminus par où le Turc immigre

Et du tronc vieillissant où perche le condor

Dans l’âpre Anvers rugit l’épouvantable tigre !
BAVARIA
Des putti polissons s’éveillent dans le stuc ;

Un évêque tout d'or plus loin se dégingande.

Il n'est point de regard langoureux qui ne tende

Vers un Père Eternel, ou vers un archiduc.

Plus d'un trouble saint Jean, plus d'un mièvre saint Luc 

S'envole aux roses ciels danser la sarabande.

Mais hélas ! à l'écart des amours de la bande

Dans un donjon secret brille un trône caduc.

Laissons le tendre Roi, sombré dans l'eau dormante, 

Aspirer sans espoir à la troupe charmante

Où son œil égrillard néglige les Gretchen. 

Car, pour comprendre enfin la splendeur de la bière 

Il faut aller un soir entendre dans München 

Eructer puissamment l'innombrable Bavière !